# Ка деј Гати (Пјаченца)
Ка деј Гати је насеље у Италији у округу Пјаченца, региону Емилија-Ромања.
Према процени из 2011. у насељу је живело 78 становника. Насеље се налази на надморској висини од 119 м.